# Карл Орф
Карл Хајнрих Марија Орф (Минхен, 10. јул 1895 — Минхен, 29. март 1982) био је немачки композитор, најпознатији по популарној сценској опери „Кармина Бурана“ (1937). Један је од значајнијих композитора 20. века, бавио се и педагошким радом (написао књигу „Музика за децу“, намењену образовању), а у наставу је увео такозвани Орфов инструментаријум, сачињен од инструмената прилагођених деци.

## Образовање
Студирао је музику у Минхену, где је и рођен, а школовање је довршио после Првог светског рата, у класи композитора Х. Каминског. Као композитор и диригент деловао је у многим немачким градовима, а од 1919. године посветио се композицији у музичкој настави.
Касније је основао Гинтер Шуле, школу за гимнастику, музику и плес, а Одељењем за музичко васпитање кроз игру у њој, лично руководи. Из ове педагошке делатности Карла Орфа, произилази његово чувено дело Schulwerk („Дело за школе", „Школско дело" ) и основа је на којој он развија савремени музичко-педагошки систем у коме је посебна пажња посвећена дечјем музицирању, певању и свирању. „Дело за школе" садржи пет свезака оригиналних аранжмана (вокално-инструменталних и инструменталних) за свирање на једноставним дечјим инструментима, који су специјално конструисани за ову намену. У аранжманима је Орф разрадио музицирање од дечјих бројалица до одломака из своје чувене композиције „Кармина бурана”. данас се према „Школском делу” врши музичка настава деце на 16 језика.

## Музика
Најснажнији покретач Орфове музике јесте ритам, а велики број удараљки носиоци су незаменљивих ритмичких напетости. Често је оживљавао ране облике музицирања (нпр. остинато, рецитација, псалмодирање, мелизми оријенталног карактера, органум...)
У свом раду, дуго је тражио сопствени израз, до кога долази тек са сценском кантатом "Кармина бурана", када иступа као дефинитивно изграђена личност. Написао ју је на основу средњовековних текстова нађених у манастиру,по коме је дело и добило име.
Као изразито сценски композитор, за његову уметност реч је необично важна, те користи нов однос између речи, музике и покрета. Стварао је обично на изворним текстовима старих језика (старогрчки, класични латински, средњовековни латински, старофранцуски, средњовисоконемачки). Своје текстове је писао на баварском наречју и у свом изразу се ослања на грегоријанско певање и народну музику. Садржаје својих дела најчешће је бирао из антике и света народне приче и баладе. Његова музика елементарно, „магично” суделује уз реч и покрет.
Био је први директор Орфовог института у Салзбургу, и уз композицију, и даље се бавио педагошким радом. Његове композиције, као и „Школско дело", после 2. светског рата наишле на велики успех у читавом свету.

## Дела
Нека од важнијих Орфових дела су:
- Трилогија сценских кантата „Тријумфи”: 1.„Кармина бурана”, 2.„Катули кармина”, 3.„Тријумф Афродите”
- Опере „Мудра девојка”, „Месец”